# مهرداد چهارم
مهرداد چهارم (اشک دوازدهم) (به لاتین: Mithridates IV) دوازدهمین شاه ایران از خاندان اشکانی است (۵۷ پ.م - ۵۴ پ.م). او فرزند فرهاد سوم اشکانی است.
مهرداد چهارم و برادر کوچکترش، ارد دوم، پدر خود فرهاد سوم را که شاه ایران بود مسموم کردند. پس از این کار، مهرداد که پسر بزرگتر بود به پادشاهی رسید. دوران سلطنت مهرداد چهارم به درگیری با برادر کوچکترش بر سر جانشینی پدرشان گذشت، سرانجام هنگامی که ارد دوم بر مهرداد پیروز شد او را اعدام کرد و بدین ترتیب جانشین وی شد.

## زندگی‌نامه
پیش از سلطنت وی حاکمیت استان ماد آتروپاتن را بر عهده داشت. در سال ۵۷ پ. م، مهرداد پدرش را با کمک برادر کوچکش ارد به قتل رساند؛
با این حال، دو برادر به سرعت از هم جدا شدند و ارد با حمایت خاندان سورن قیام کرد. هر دو برای نشان دادن ادعای برتری خود بر یکدیگر عنوان شاه شاهان را به خود گرفتند. این معنای عنوان را تغییر داد. در ابتدا به عنوان نمادی از سلطه سیاسی بر سایر قلمروها استفاده می‌شد، اما از این زمان این عنوان به عنوان نمادی از قدرت و مشروعیت برای مدعیان در خانواده سلطنتی شناخته شد. مهرداد چهارم مجبور شد به سوریه فرار کند. او به اولوس گابینیوس، معاون کنسول و فرماندار سوریه پناه برد. سپس مهرداد چهارم برای حمله به شاهنشاهی اشکانی با حمایت گابینیوس بازگشت. گابینیوس با مهرداد چهارم به فرات لشکر کشید، اما بعد از مدتی عقب‌نشینی کرد تا حاکم دیگری به نام بطلمیوس دوازدهم مصر را بر تخت سلطنت خود بازگرداند. مهرداد چهارم علی‌رغم از دست دادن حمایت رومیان، به بین‌النهرین پیشروی کرد و موفق شد بابل را فتح کند. او ارد را برکنار کرد و مدت کوتاهی سلطنت خود را به عنوان پادشاه برای مدت کوتاهی در سال ۵۵ پ. م تا ۵۴ پ. م بازگرداند و در سلوکیه سکه ضرب کرد. با این حال، پادشاه مهرداد چهارم در سلوکیه توسط سردار ارد، سورنا محاصره شد و پس از مقاومت طولانی، به نبرد با نیروهای ارد پرداخت و شکست خورد. مهرداد چهارم پس از آن در ۵۴ پ. م توسط ارد اعدام شد.

## یادداشت
1. ↑  در کنار عنوان شاه شاهان، مهرداد چهارم همچنین از عناوین اشک و شاه بزرگ نیز استفاده می‌کرد.[۵]